# Дебелият Албърт
„Дебелият Албърт“ (на английски: Fat Albert) е американска комедия от 2004 г., адаптация на анимационния сериал от 1972 г. – „Дебелият Албърт и децата на Козби“ на Бил Козби. Във филма участват Кинън Томпсън и Кайла Прат.